# Kurt Beitzen
Kurt Beitzen (ur. 21 maja 1885 w Hildesheim, zm. 27 września 1918 na Orkadach) – niemiecki dowódca okrętów podwodnych Kaiserliche Marine. 

## Przebieg służby
Kurt Beitzen wstąpił do szkoły kadetów Kaiserliche Marine w kwietniu 1904 roku. 11 kwietnia 1905 roku został mianowany na stopień Fähnrich zur See. W 1914 roku służył na dendrocie SMS "Thüringen".

### I wojna światowa
W chwili przystąpienia Niemiec do I wojny światowej (1 sierpnia 1914) roku Kurt Beitzen służył na SMS "Thüringen". W czerwcu 1915 roku został skierowany do odbycia szkolenia na okrętach podwodnych. 17 października 1915 roku awansowny na stopień kapiatana marynarki (niem. Kapitänleutnant). Po niecałym roku otrzymał pierwszy przydział na stanowisko pierwszego dowódcy SM U-75, okrętu podwodnego typu UE I. Na okręcie służył do 1 maja 1917 roku. Pod dowództwem Curta Beitzena SM U-75 zatopił 8 statków jeden uszkodził oraz jeden zajął jako pryz.

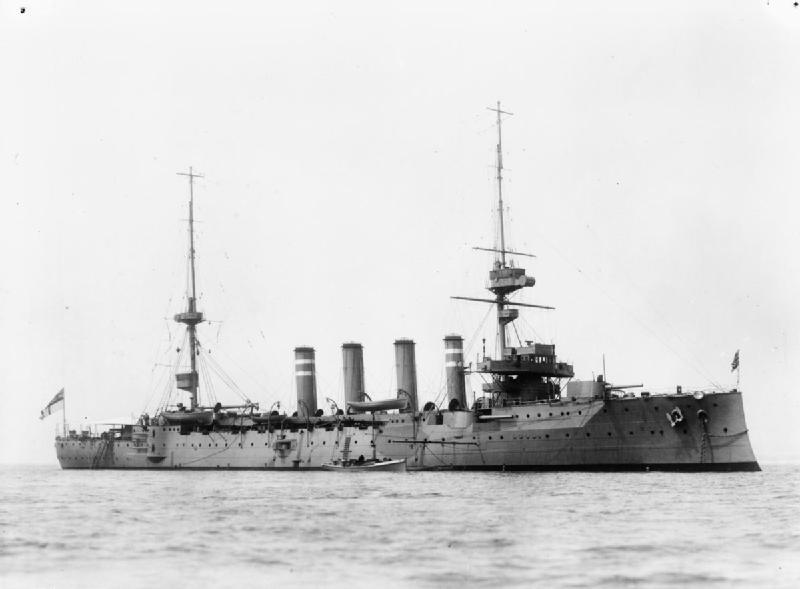
HMS „Hampshire”

Pierwszym zatopionym przez U-75 okrętem był brytyjski krążownik pancerny HMS „Hampshire” o wyporności (10 850 ton). HMS „Hampshire” został zbudowany w latach 1903-1905 przez Armstrong Whitworth w Elswick. Na pokładzie okrętu znajdował się brytyjski minister wojny lord Horatio Kitchener, który płynął do Rosji. 5 czerwca 1916 roku w obszarze Orkad okręt wszedł na minę. Z powodu bardzo złych warunków pogodowych okręt zatonął bardzo szybko i z 643 członków załogi oraz 7 pasażerów przeżyło tylko 12 osób.
31 maja 1917 roku Kurt Beitzen po miesięcznym urlopie został skierowany do Kilonii w celu objęcia dowództwa okrętu SM U-98, który wszedł do służby tego dnia. Na okręcie służył do 24 listopada 1917 roku. Dwa dni później objął dowództwo nad kolejnym okrętem podwodnym SM U-102. Pod jego komendą U-102 zatopił pięć statków: 13 grudnia 1917 roku hiszpański „Noviembre” (3500 BRT), 21 lutego 1918 roku brytyjski „Cheviot Range” (3691 BRT), 3 marca 1918 roku brytyjski „Romeo” (1730 BRT), 24 czerwca 1918 roku duński „Caroline” (219 BRT).
Między 28 a 30 września 1918 roku w czasie powrotu z patrolu do bazy okręt U-102 wszedł na minę stanowiącą część Zagrody Minowej Morza Północnego i zatonął z całą załogą na wschód od Orkadów. Wrak U-102 odnaleziono w czasie sonarowego przeczesywania dna morskiego w 2006 roku, informacje potwierdzające identyfikację wraku uzyskano dzięki zbadaniu go przez nurków w roku 2007.

## Odznaczenia
Odznaczenia Kurta Beitzena to między innymi:
- Krzyż Żelazny I klasy
- Krzyż Żelazny II klasy
- Krzyż Fryderyka AugustaI klasy (Oldenburg)